# Coleophora paraspumosella
Coleophora paraspumosella é uma espécie de mariposa do gênero Coleophora pertencente à família Coleophoridae.